# 彼提宫

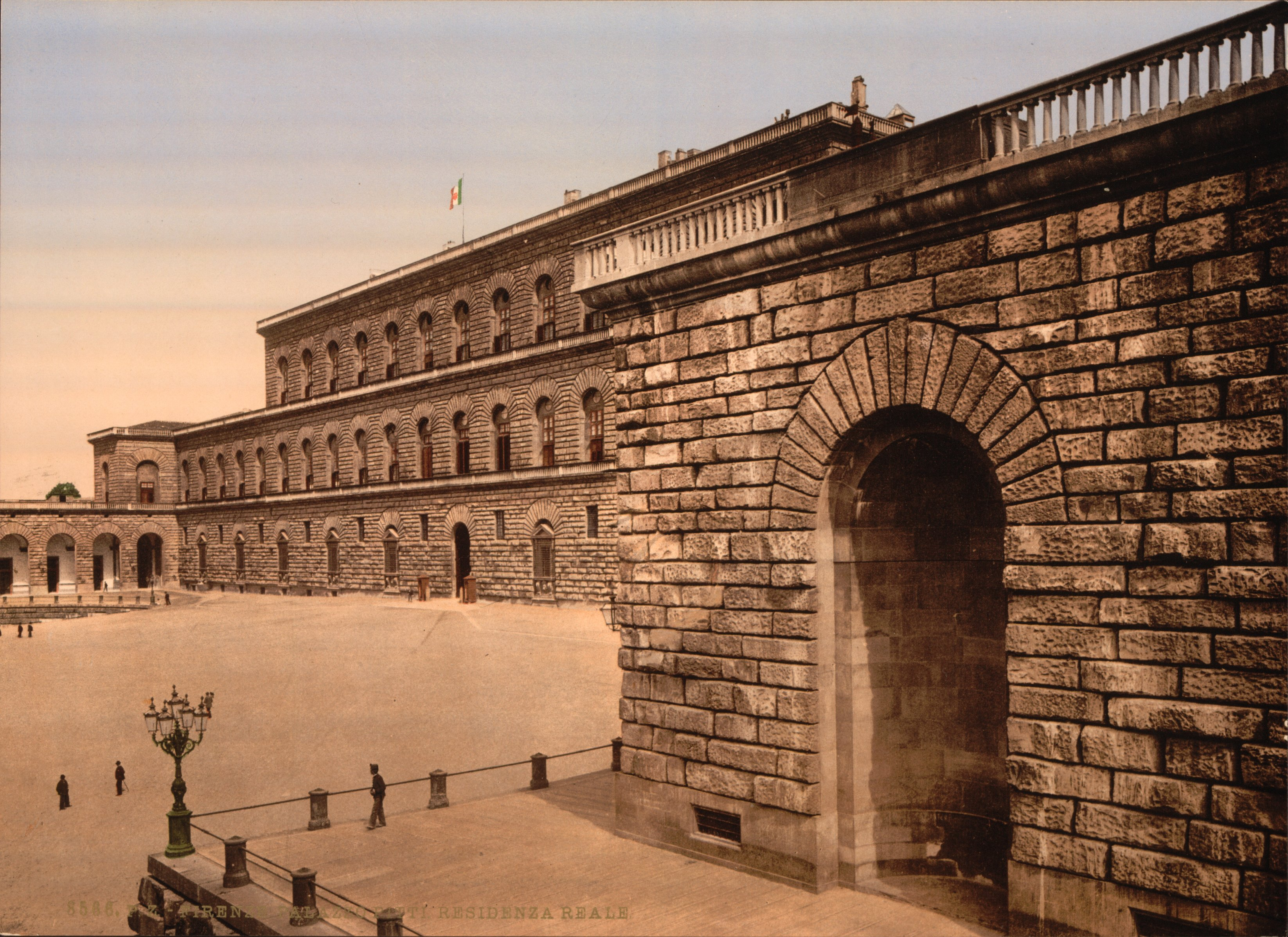
在 1865–71 年之間，也就是佛羅倫斯是意大利首都的時候，彼提宮是維托里奧·埃馬努埃萊二世的住所。該圖攝於二十世紀，是一幅经上色处理的皮蒂宫早期照片。

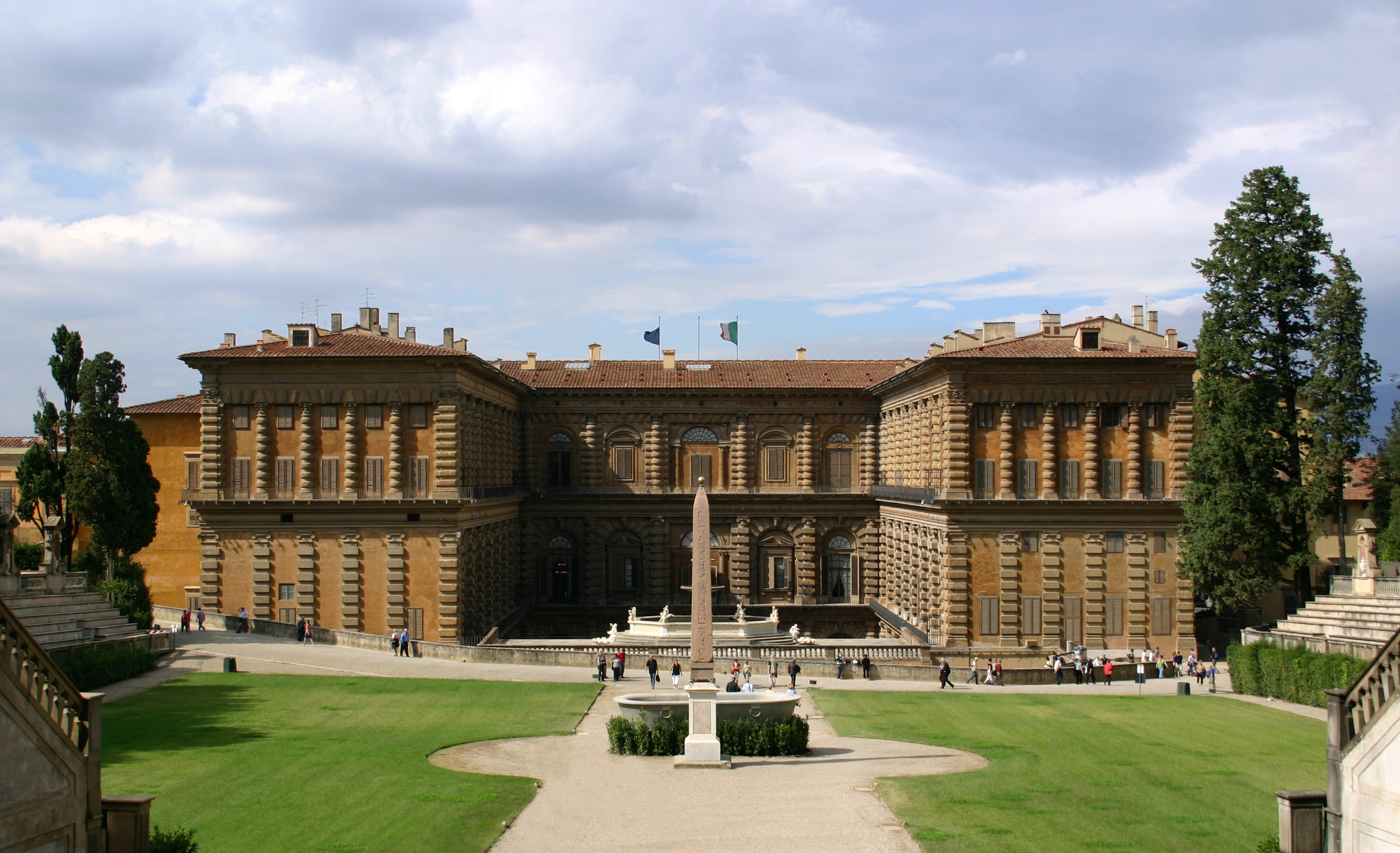
前花园正对着波波里庭院的竞技场。

佛羅倫斯彼提宮（義大利語：Palazzo Pitti）是一座规模宏大的文艺复兴时期意大利佛罗伦萨的宫殿。位于阿诺河的南岸，距离老桥只有一点距离。1458年建造时原是一位佛罗伦萨银行家卢卡·皮蒂的住所。
1549年，這個宫殿由美第奇家族的科西莫一世買下，并作為托斯卡纳大公的主要住所。通过世代累积皮蒂宫逐渐储藏了大量的绘画、珠宝和贵重的财宝。
18世纪晚期，皮蒂宫被当做了拿破仑·波拿巴的权力中心，后来统一后的新意大利皇室也曾在此短暂居住。1919年，维托里奥·埃马努埃莱三世把宫殿和藏品一起捐献给意大利人民，现作为佛罗伦萨最大的美术馆对公众开放。

## 歷史

### 早期歷史

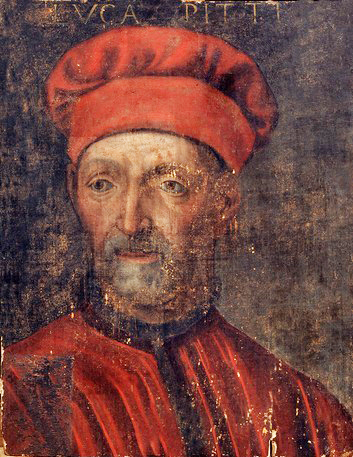
廬卡·彼提（1398–1472）在1458年開始對彼提宮動工，彼提宮亦是因為這樣而被命名。

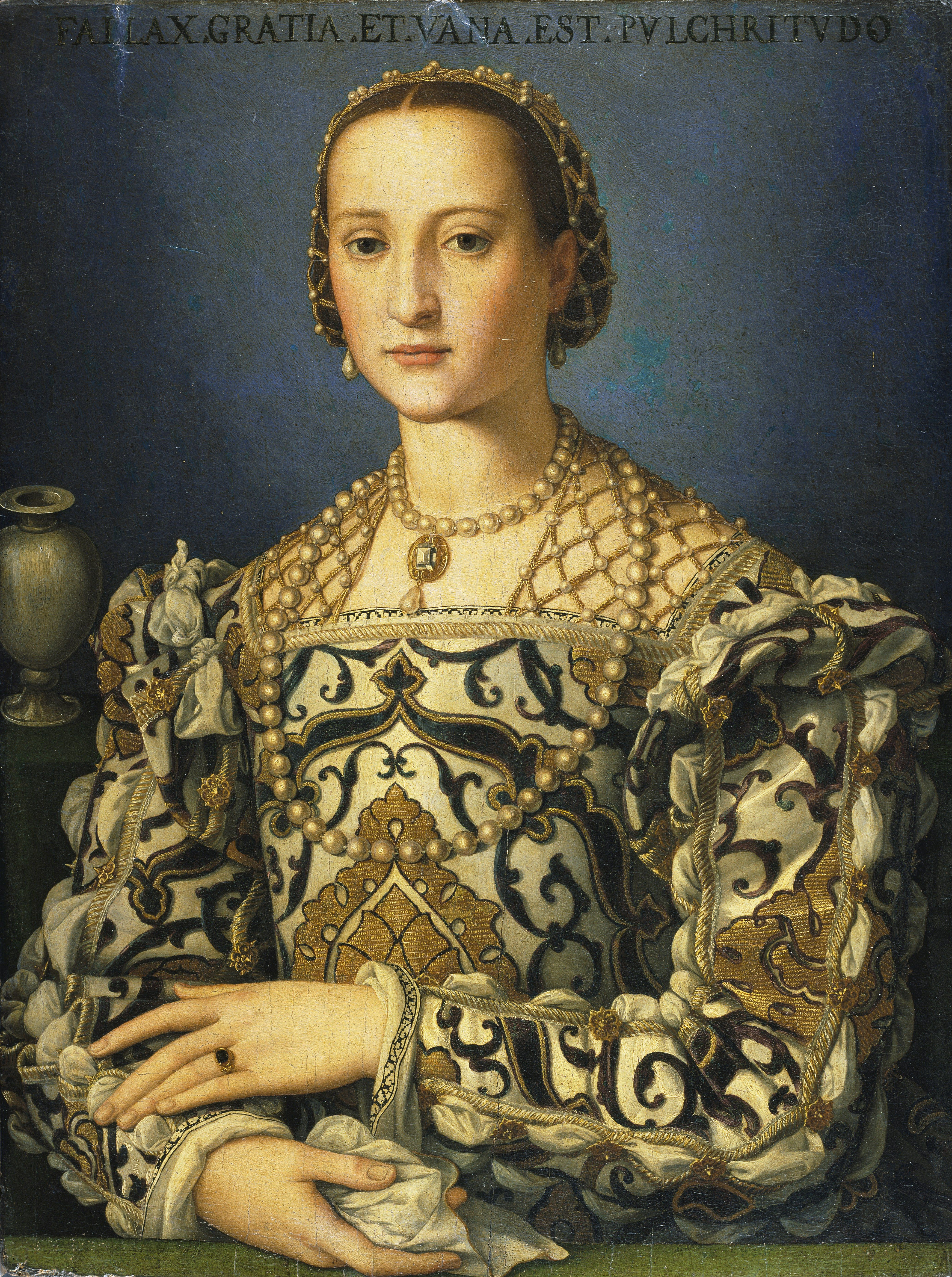
托萊多·埃利諾拉，托斯卡納大公的夫人。她以美第奇家族的身份於1549年從彼提的手上購買了他的宮殿。

這個樸素的宮殿的建築是由科西莫·德·美第奇的主要支持者和朋友銀行家廬卡·彼提於1458年開始動工的。彼提宮早期的歷史真假难辨。据说彼提曾致使要將宮殿裡的所有窗戶都比美第奇-里卡迪宫的大。十六世紀的藝術歷史家喬爾喬·瓦薩里認為伯魯乃列斯基是彼提宮的建築師，而他的學生廬卡·番士西僅是他的助手而已，後來更得到了些不應所得的利益。
除來自舊式建築風格的明顯分別外，伯魯乃列斯基在宮殿開始動工前十二年死去。其 窗戶的設計暗示了那個建築師在實用的家居建築學上有較多有關的經驗，這是由萊昂·巴蒂斯塔·阿爾伯蒂在他的著作《建築的藝術》（De Re Aedificatoria）中所定義的 。
儘管它有著令人深刻的印象，最初的宮殿跟位於佛罗伦萨的美第奇家族的住宅相比较，無論是在面積或是容量方面都不及。但彼提不斷地隨著時代的改进其建築物。粗面石工的石藝令建築赋予了一種肃穆而强大的气氛，並且用了三组重复的七个弧顶孔洞来加强了这一個效果，这是对罗马高架渠的怀旧设计。
這個古羅馬的建築風格令佛罗伦萨人愛上了一種名叫 all'antica 新的風格。原本的那個設計是經得起時間的考驗，它在隨後的彼提宮擴建當中一直都有影響，其设计的代表性特征在后续的建造中仍然被维持，并且在很多十六世纪的仿製建築和十九世纪的文藝復興時期中出现。當廬卡·彼提財困的時候，工程也接著停下來了。接著，廬卡·彼提於1472年過世，而當時該建築物並未完成，可惜他不能目睹完成後的宮殿。

## 藏品

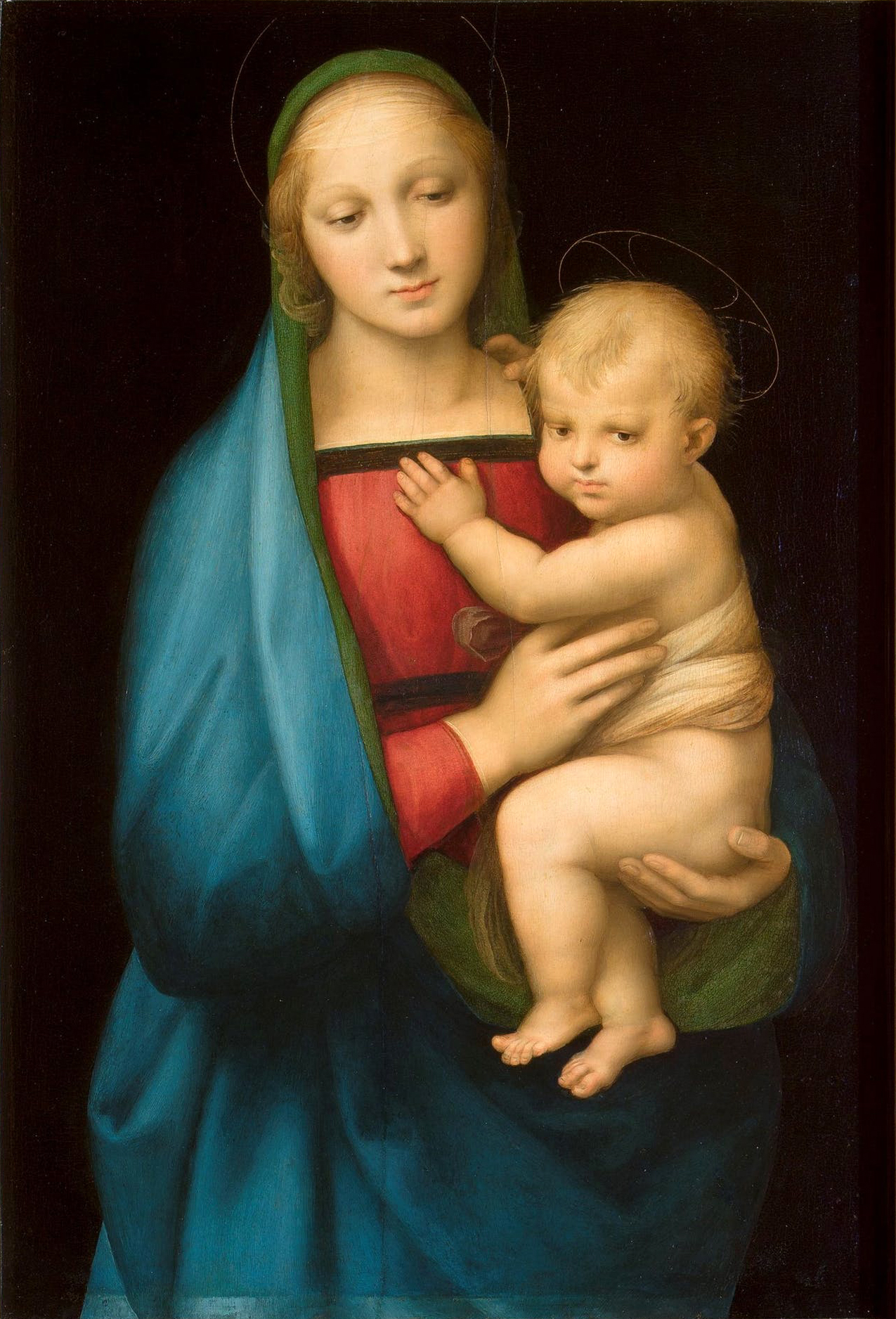
拉斐尔 大公爵圣母. 84 × 55 cm.
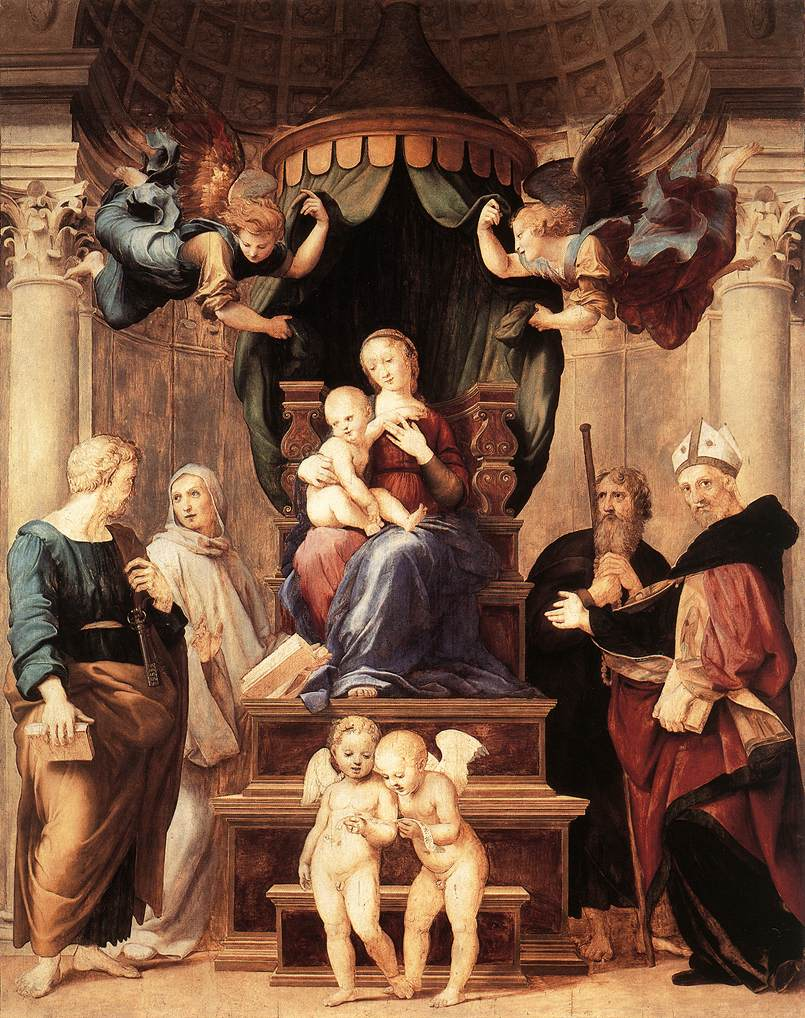
拉斐尔 Madonna of the Canopy. 276 × 224 cm.
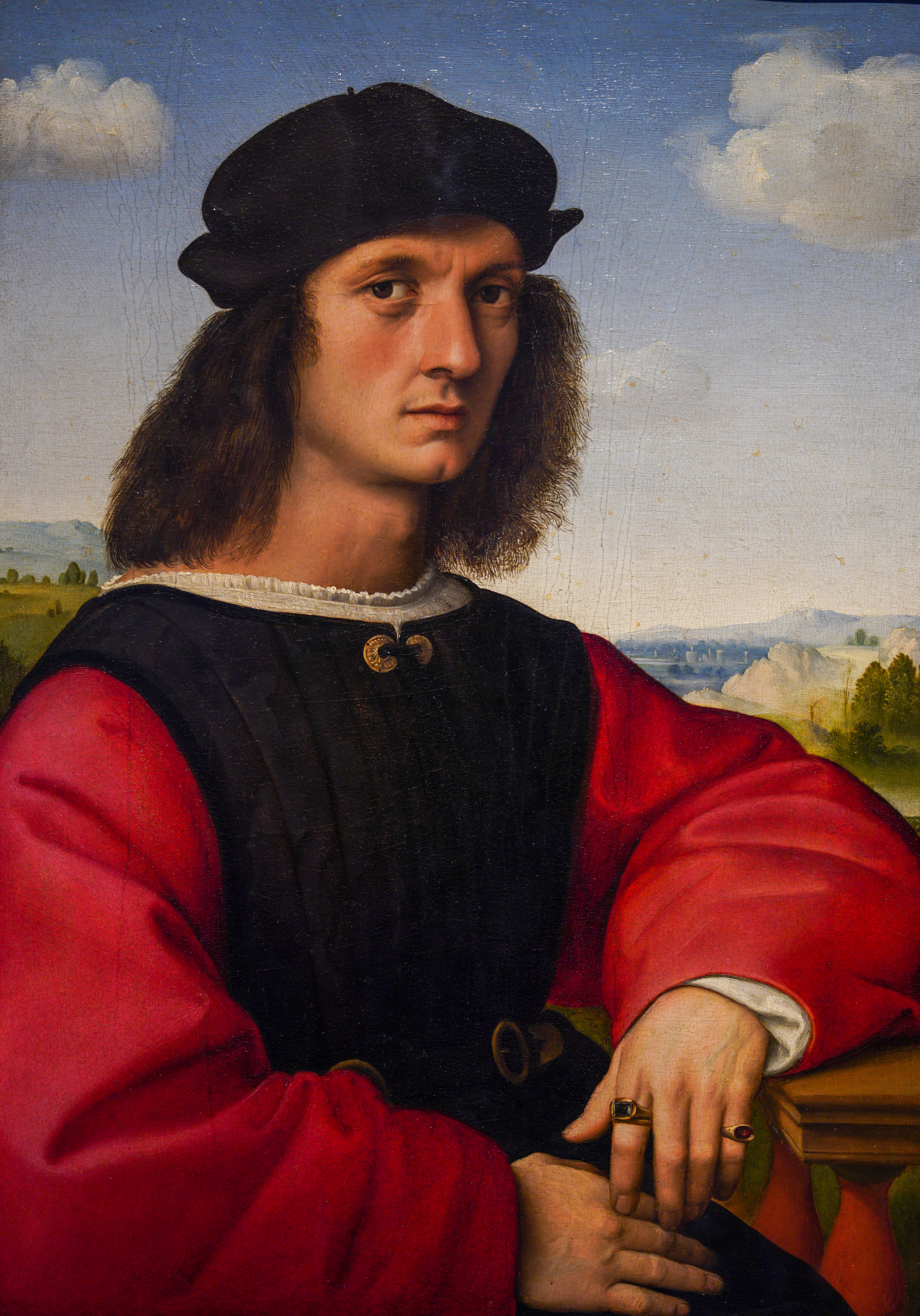
拉斐尔 Portrait of Agnolo Doni. 63 × 45 cm.
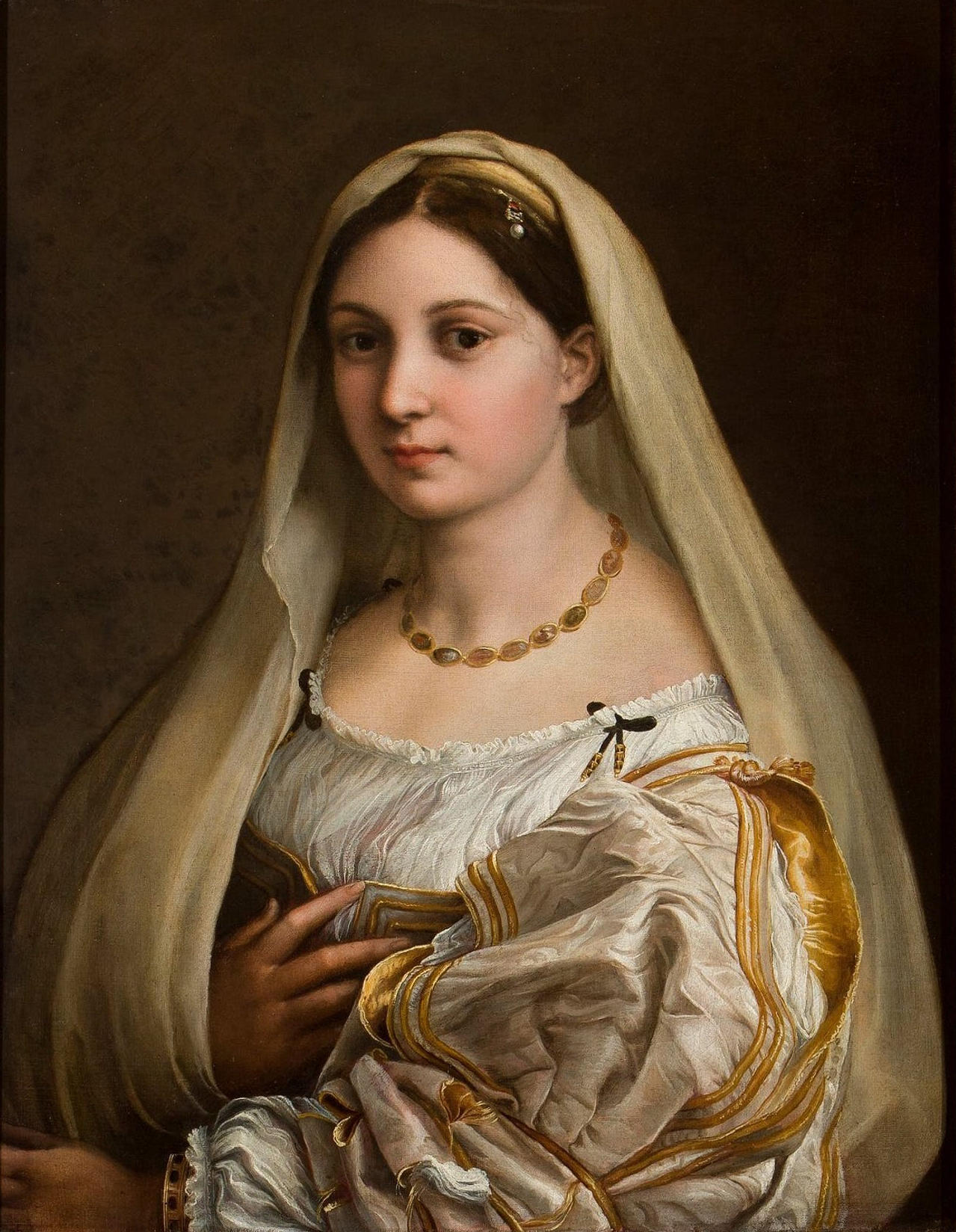
拉斐尔 Woman with a Veil. 82 × 60 cm.
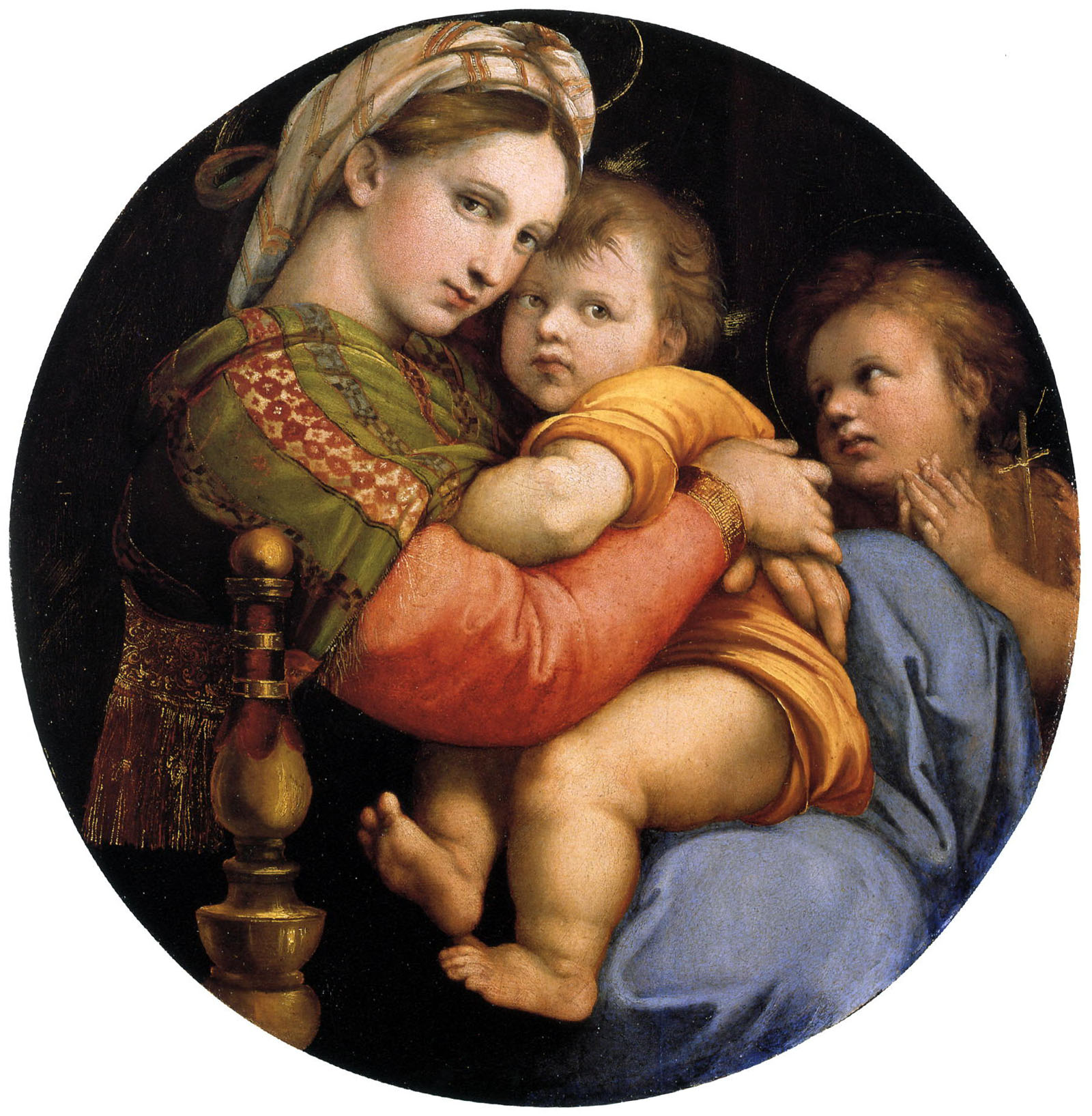
拉斐尔 Madonna della Seggiola. Diameter 71 cm.
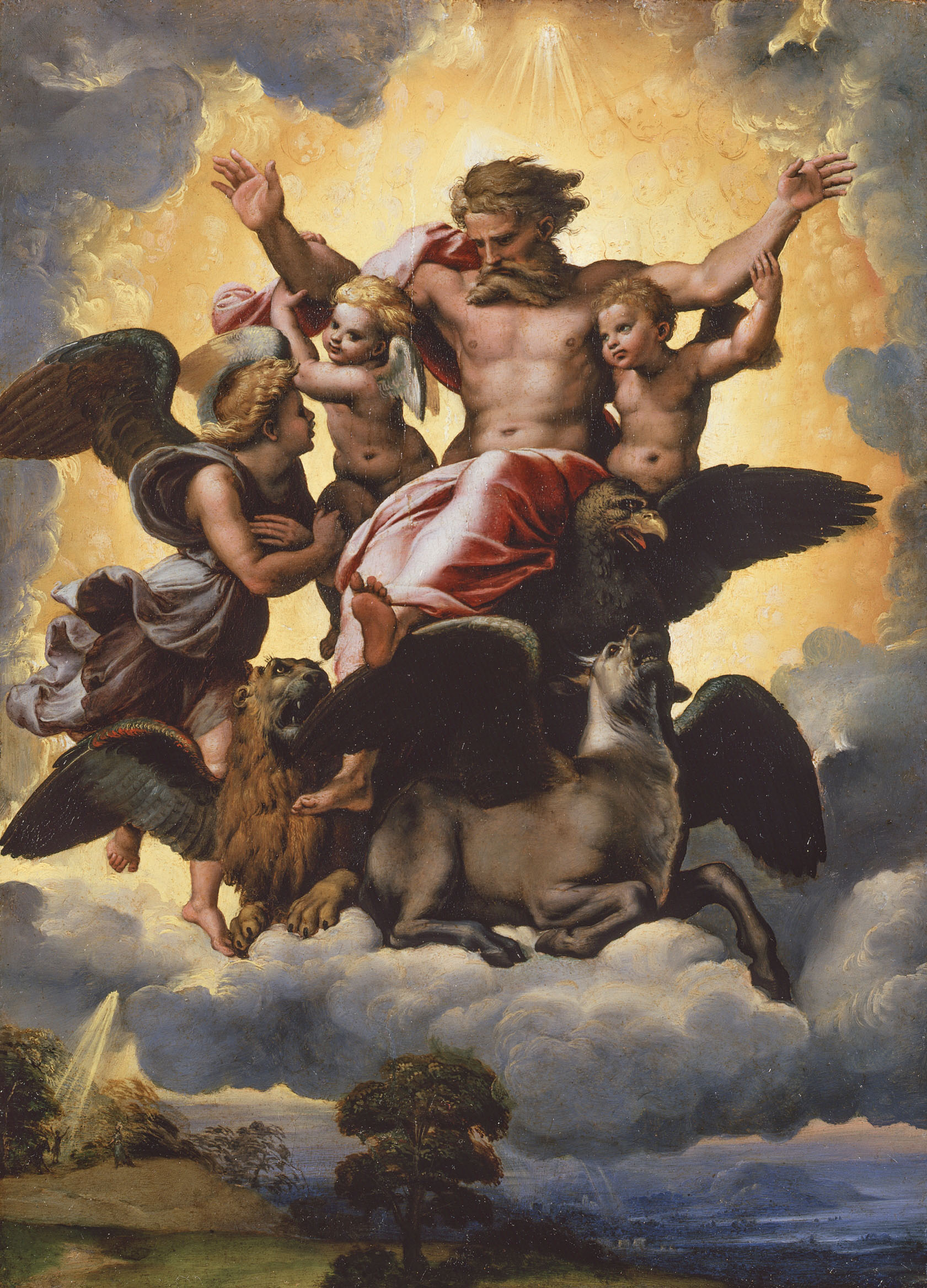
拉斐尔 Vision of Ezekiel. 41 × 30 cm.
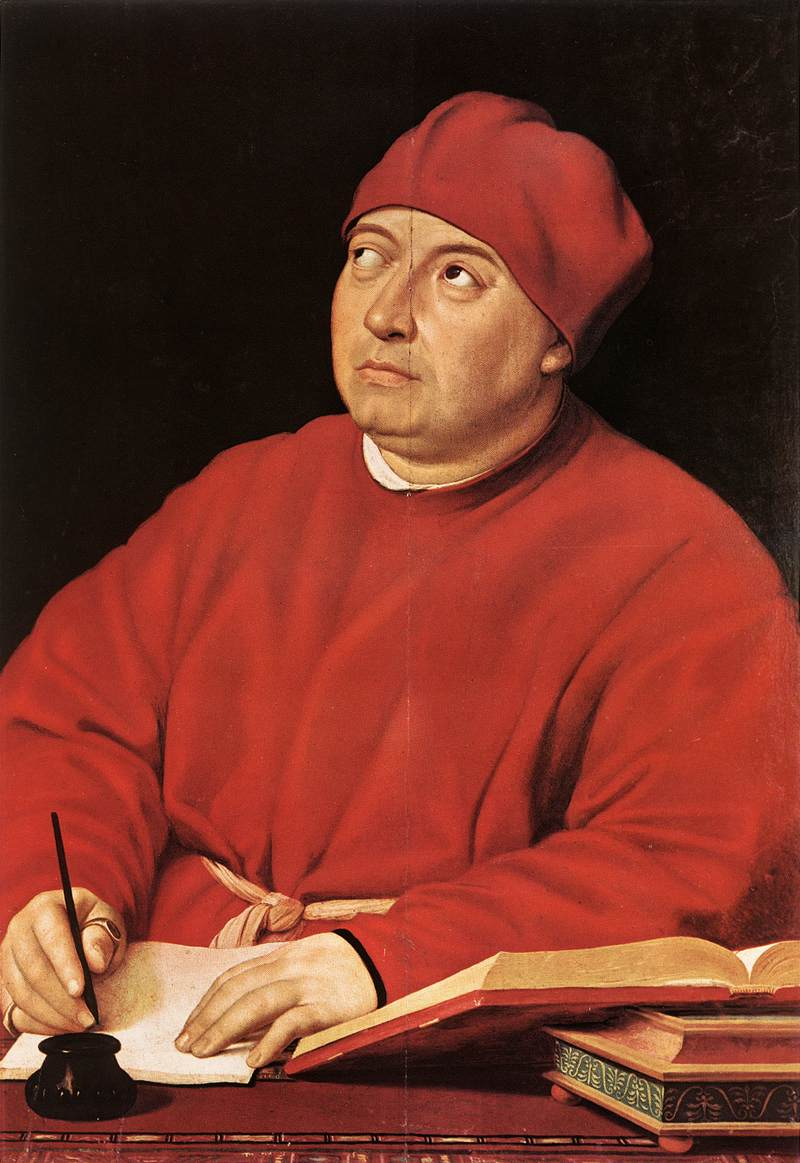
拉斐尔 Portrait of Tommaso Inghirami. 90 × 62 cm.
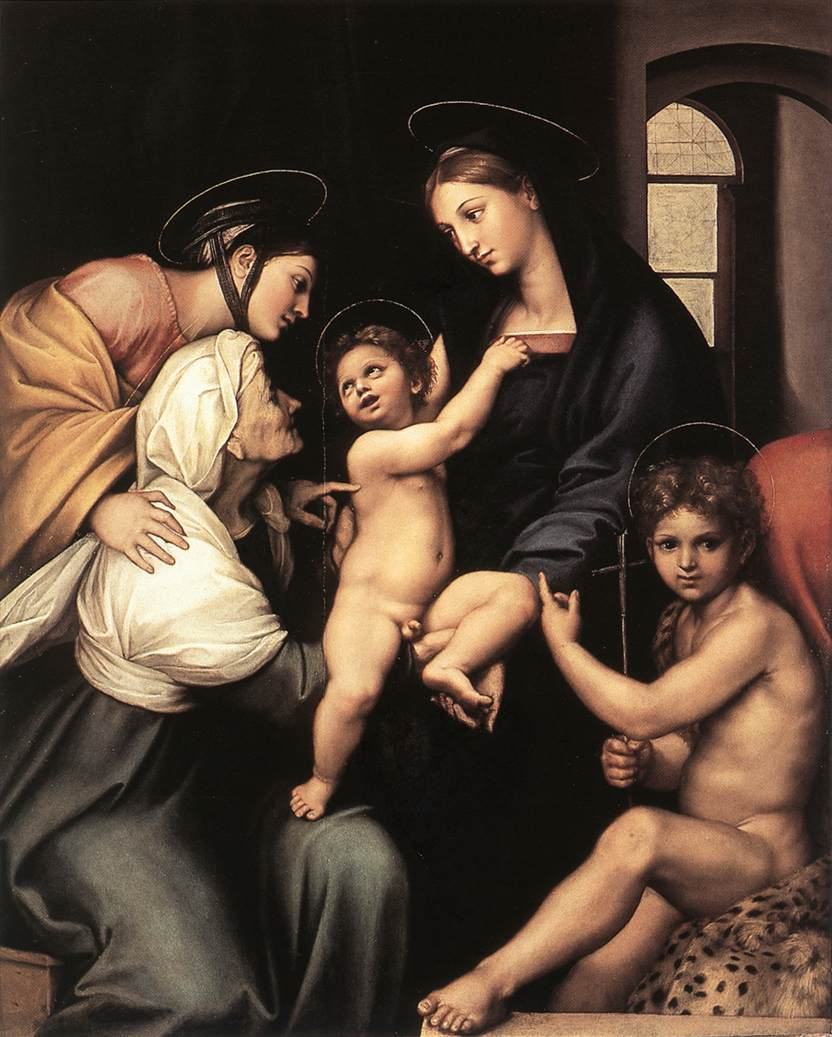
拉斐尔 and Assistants Madonna dell'Impannata. 158 × 125 cm.
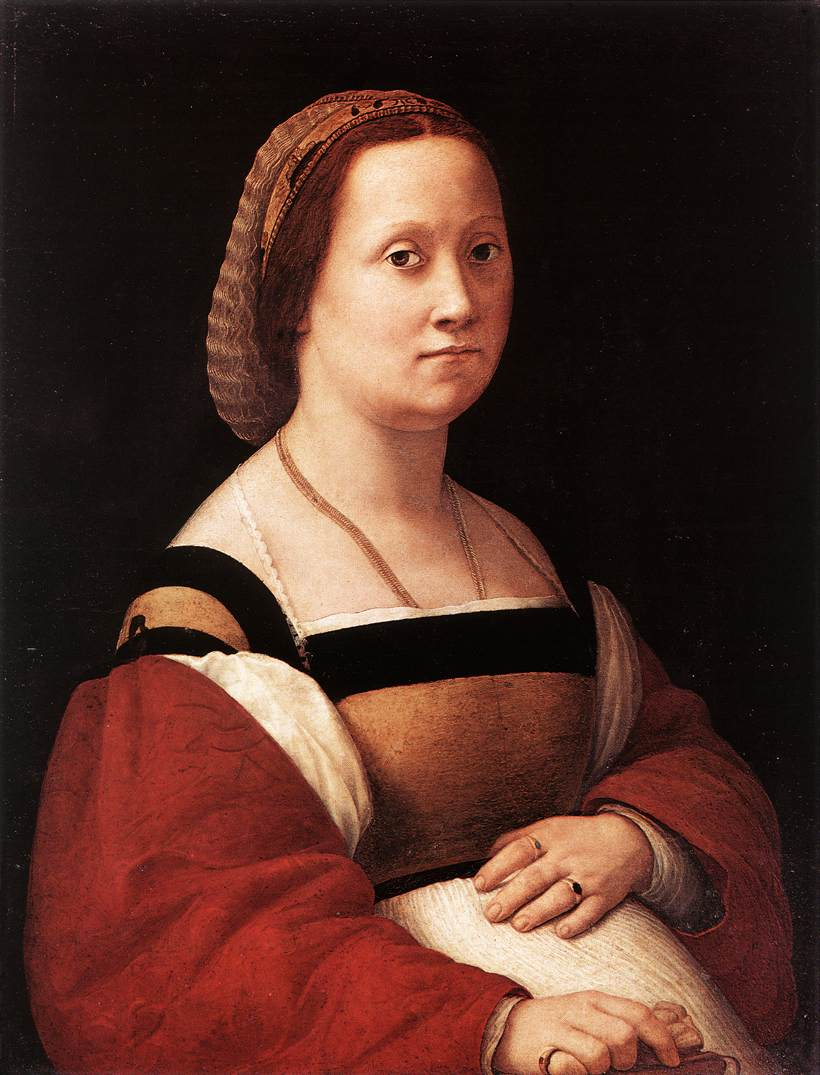
拉斐尔 La Donna Gravida. 66 × 52 cm.
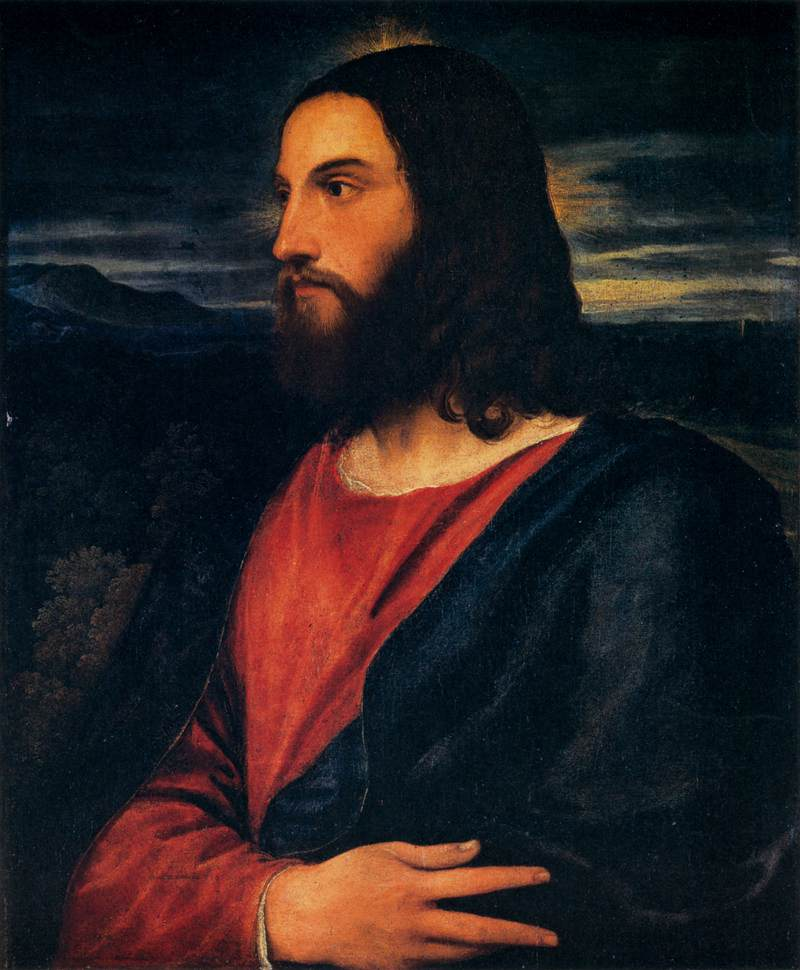
提香 Christ the Redeemer. 78 × 55 cm.
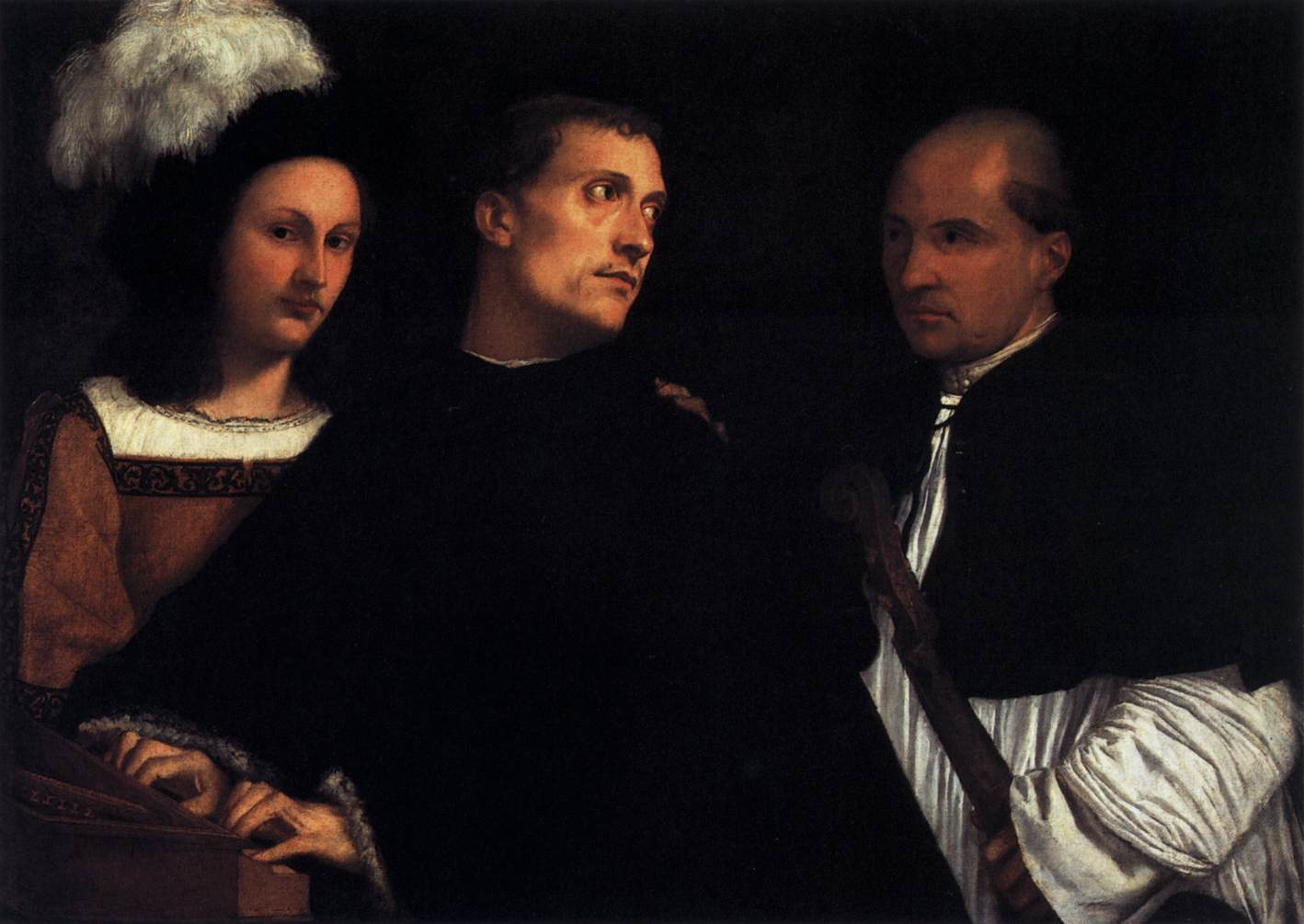
提香 The Concert. 87 × 124 cm.
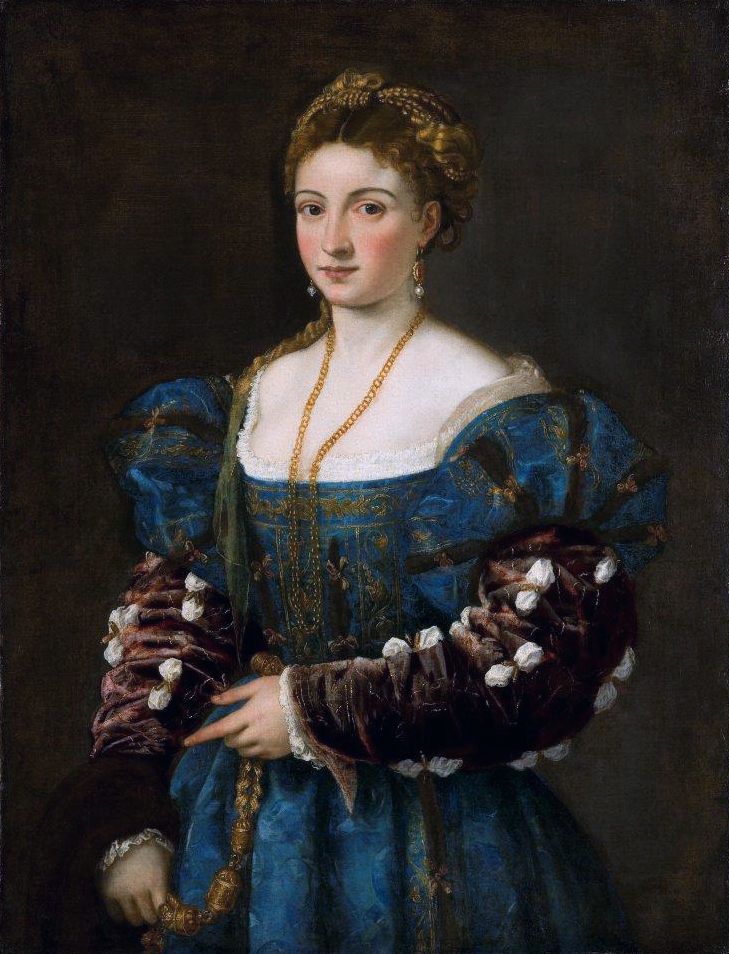
提香 La Bella. 100 × 75 cm.
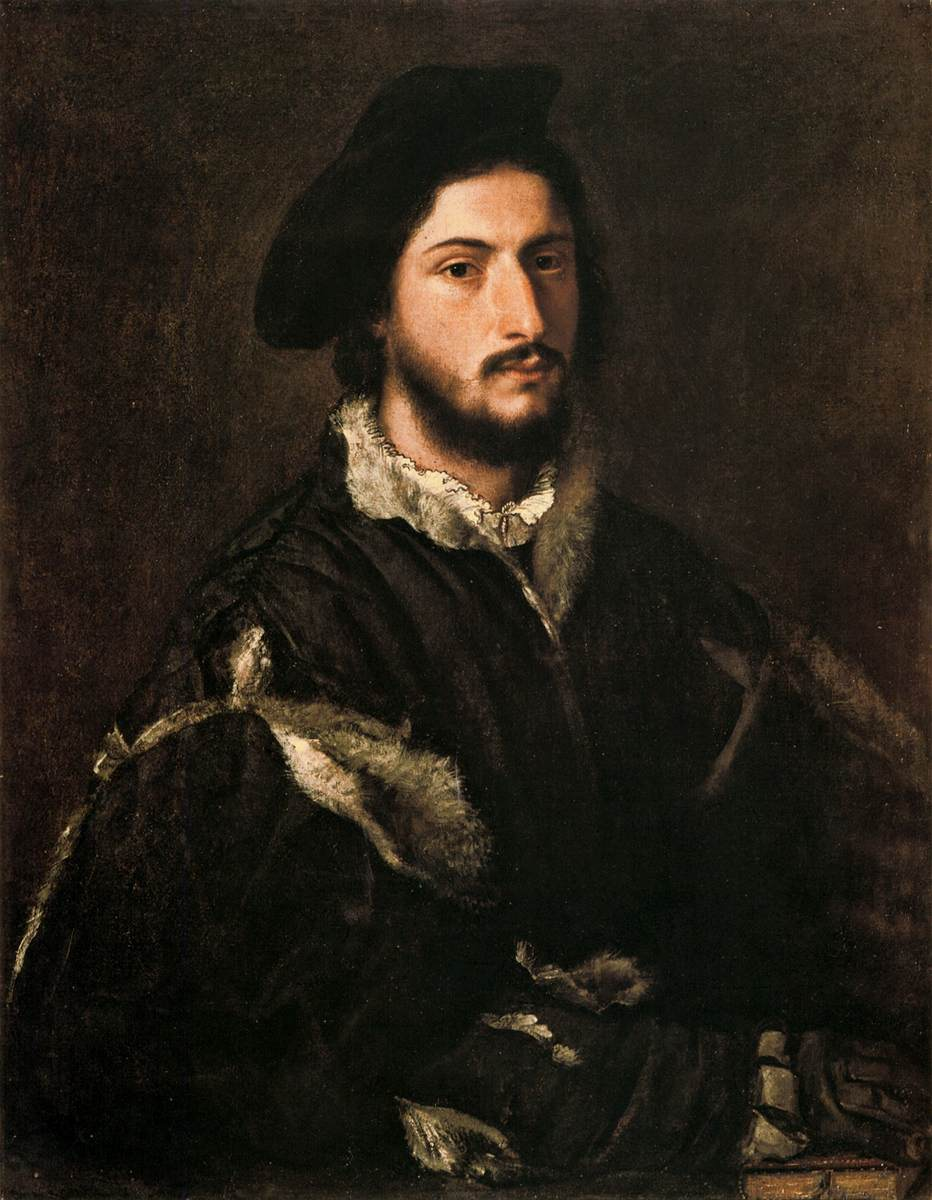
提香 Portrait of Vincenzo Mosti. 85 × 67 cm.
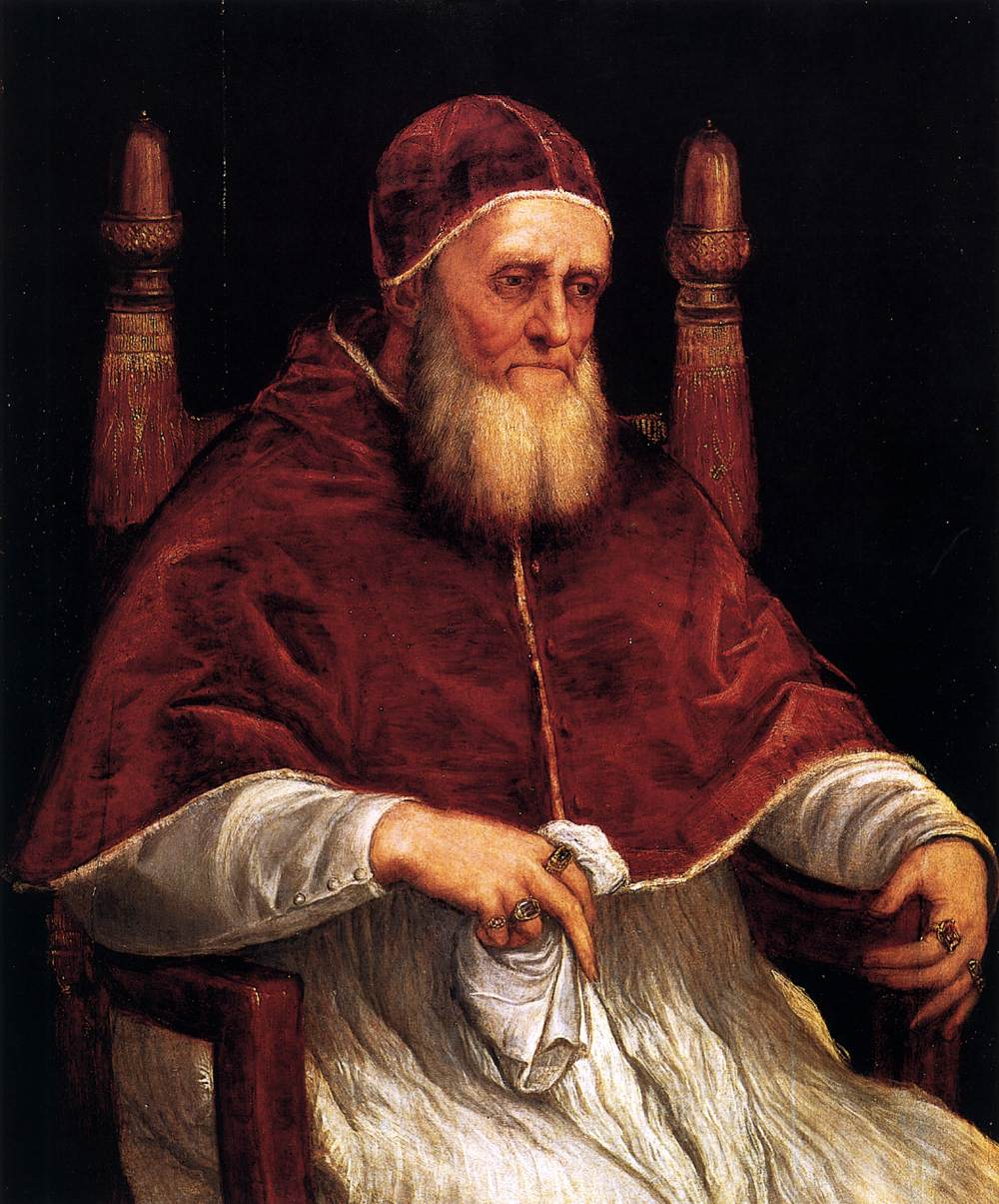
提香 Portrait of Pope Julius II. 99 × 82 cm.
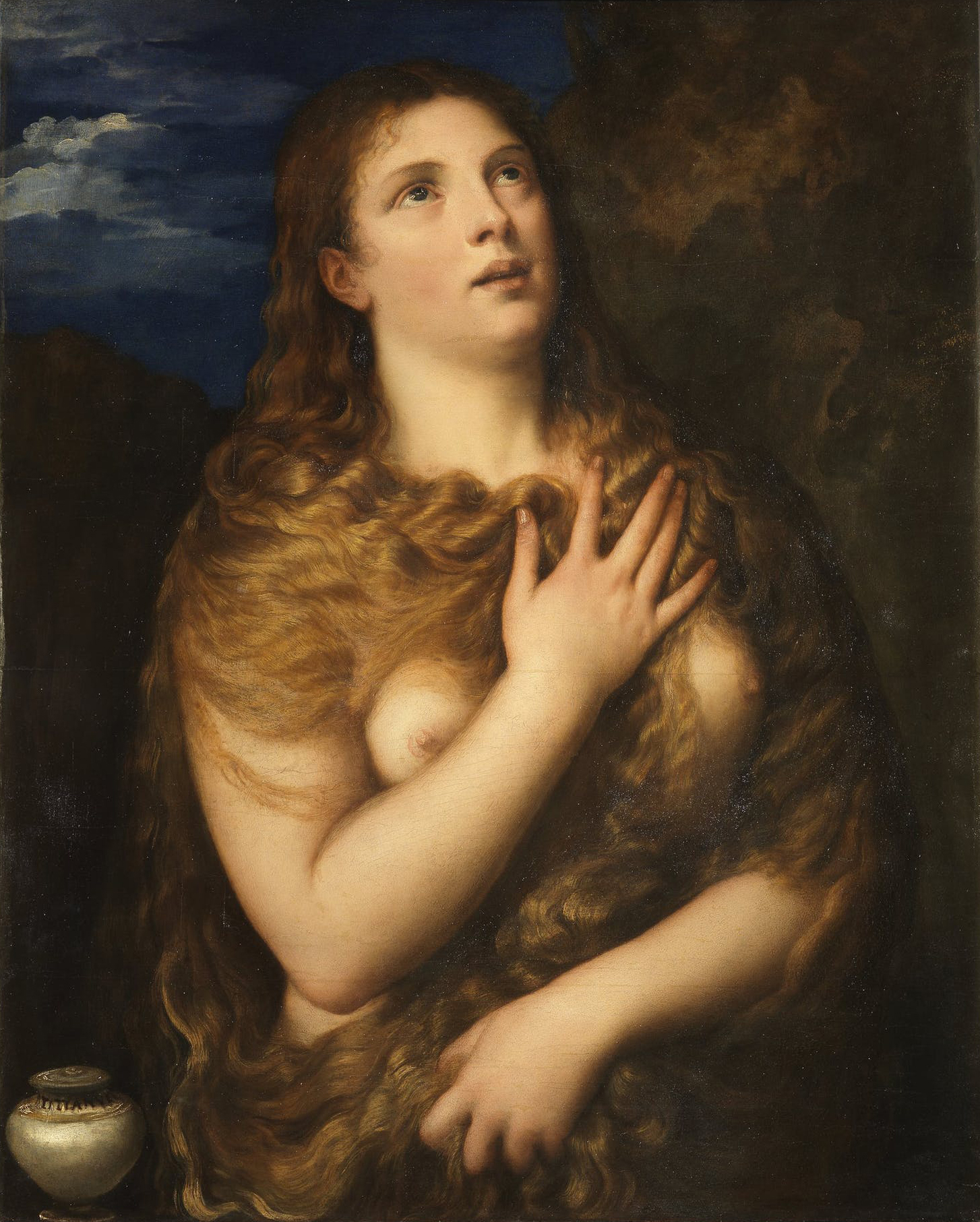
提香 Penitent Magdalene. 84 × 69 cm.
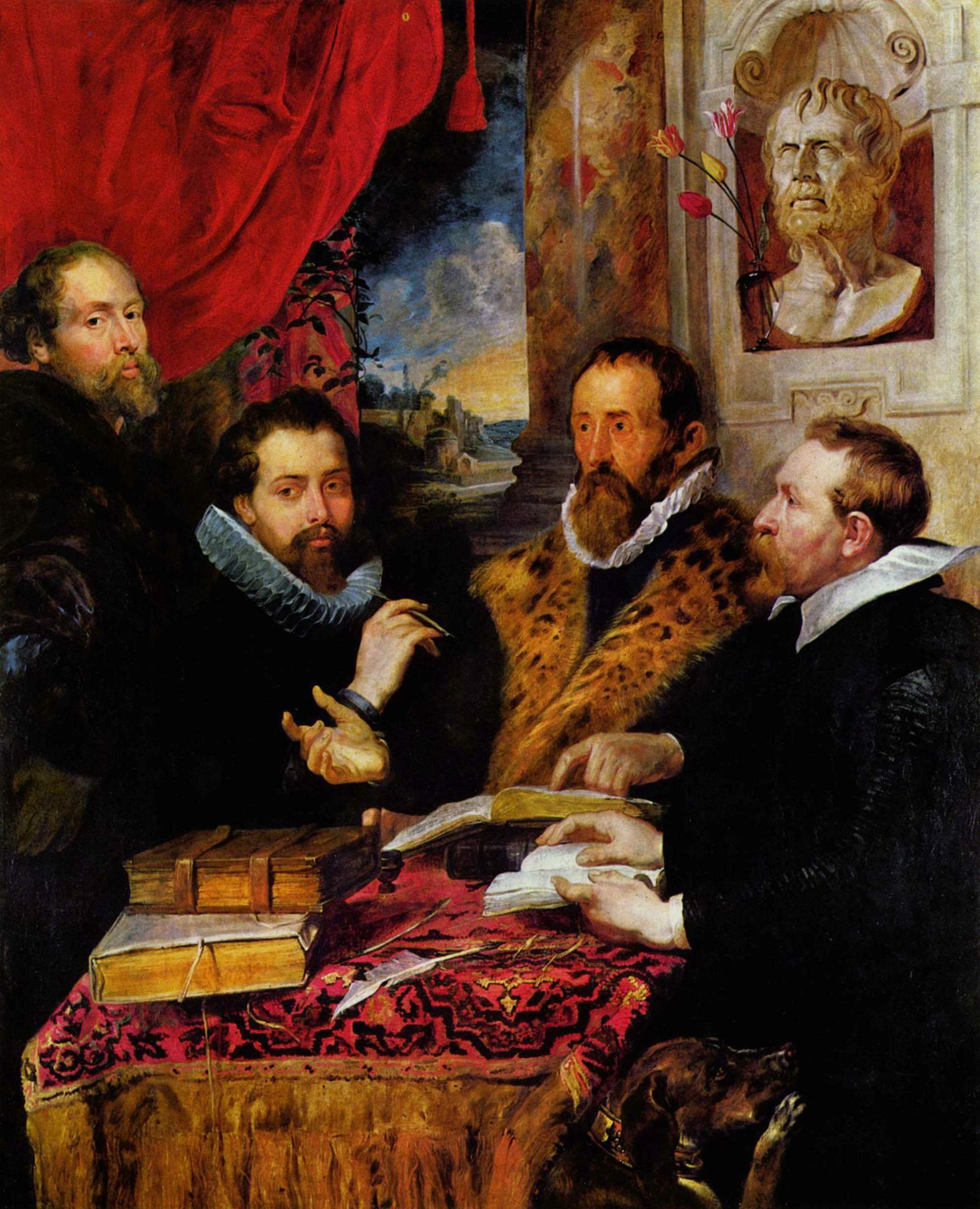
彼得·保罗·鲁本斯 The Four Philosophers. 167 × 143 cm.
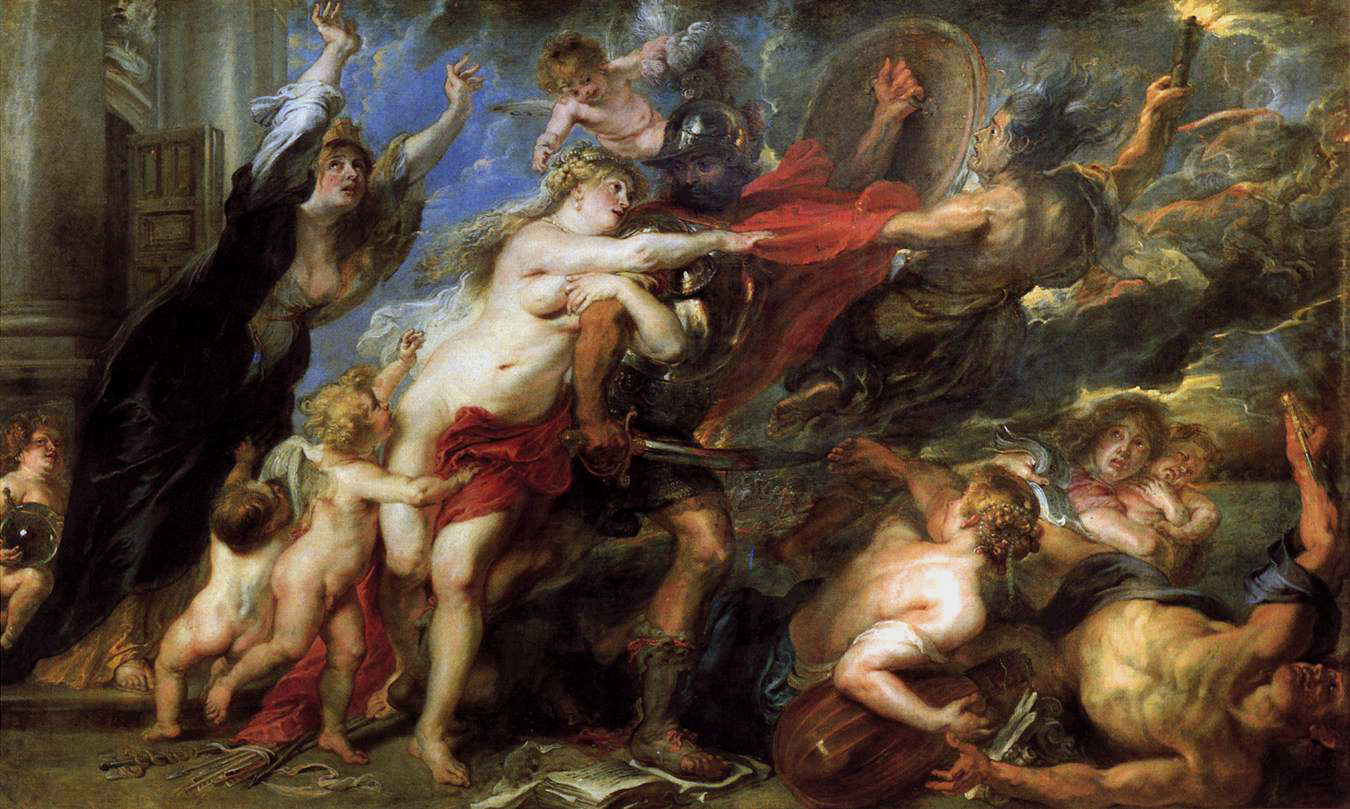
彼得·保罗·鲁本斯 Consequences of War. 206 × 342 cm.
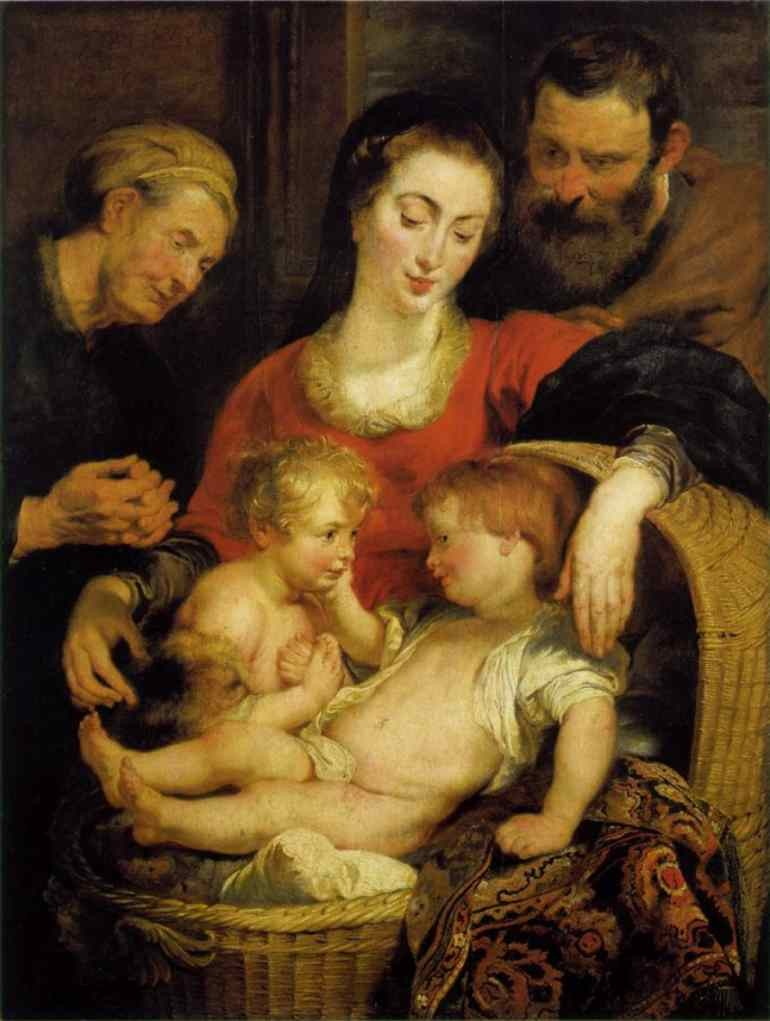
彼得·保罗·鲁本斯 Madonna of the Basket. 114 × 80 cm.
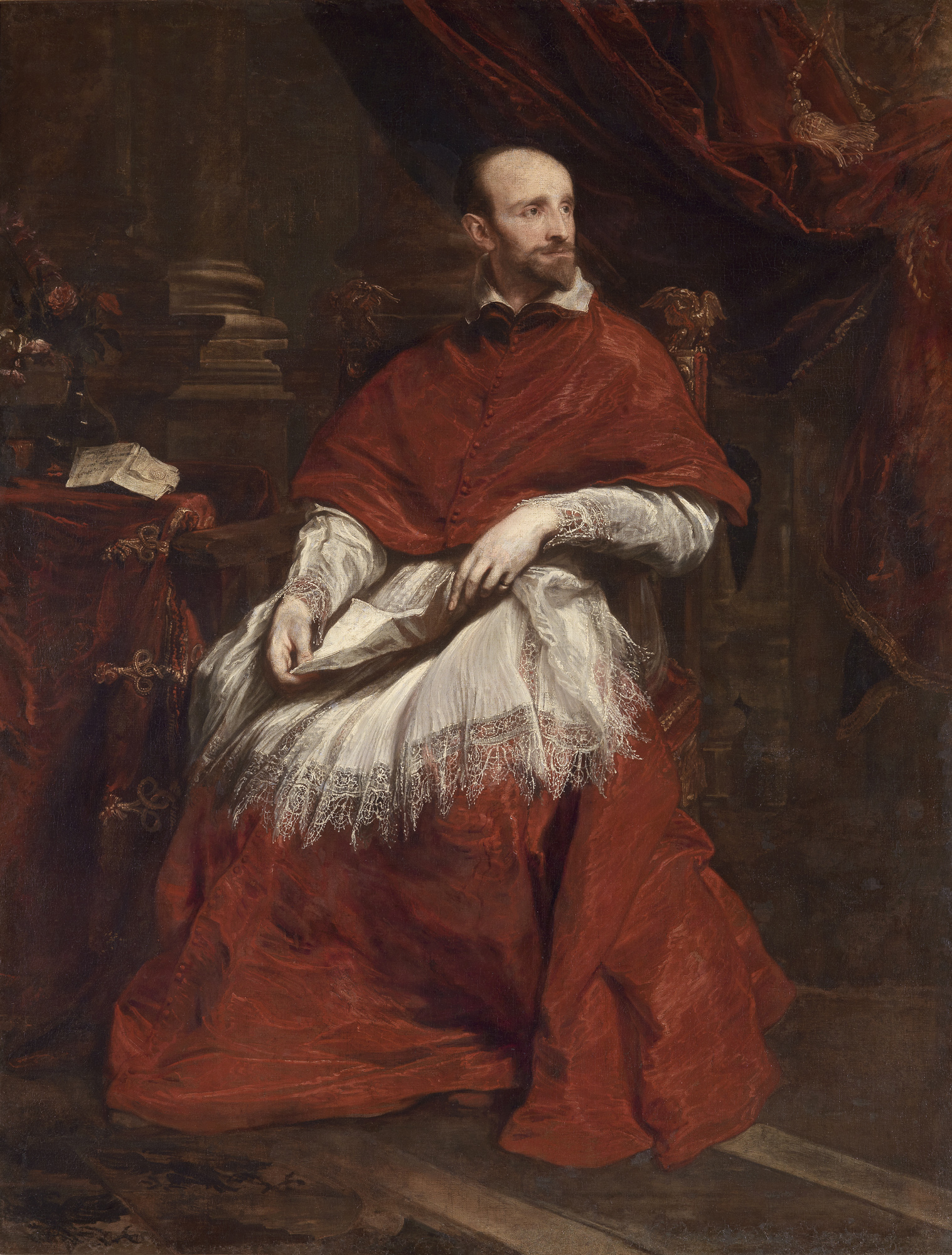
Anthony van Dyck Portrait of Cardinal Guido Bentivoglio. 195 × 147 cm.
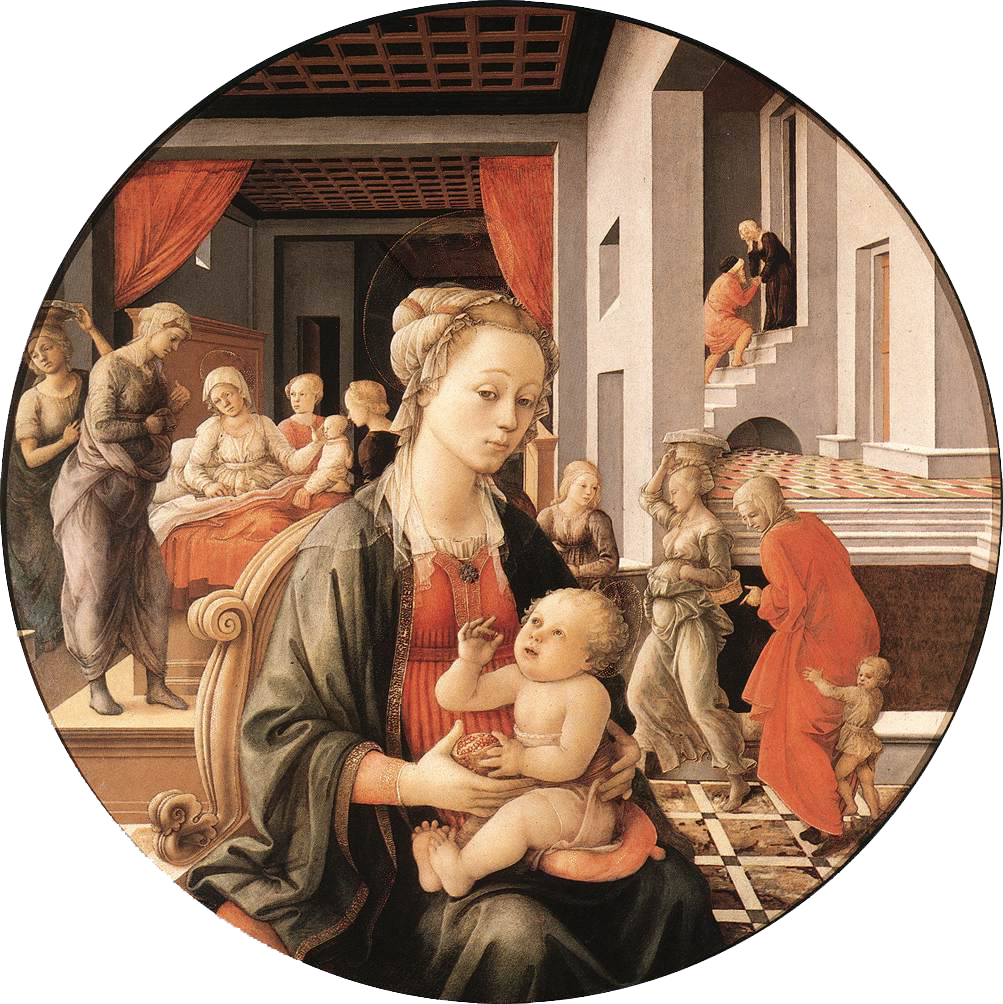
Filippo Lippi Bartolini Tondo. Diameter 135 cm
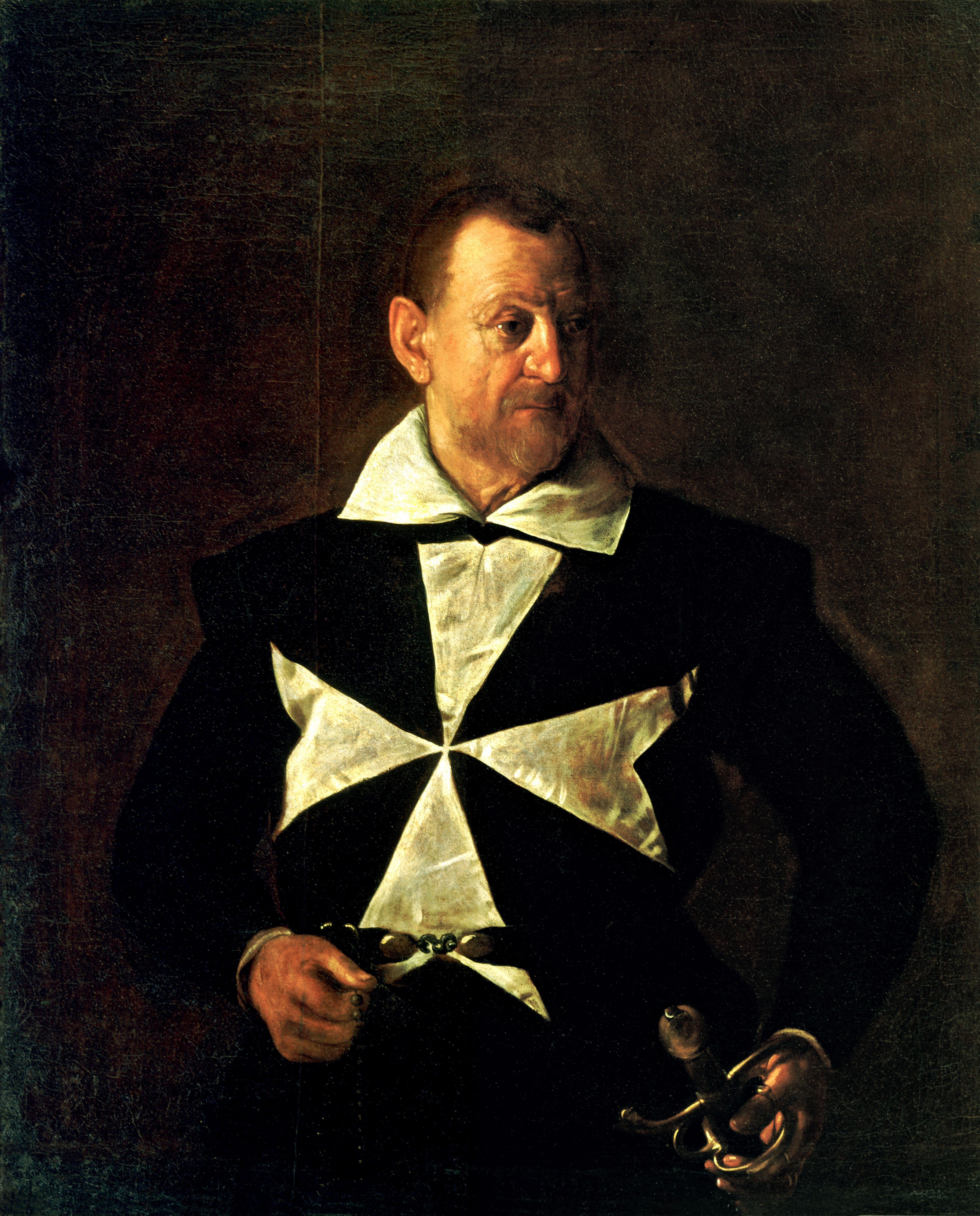
卡拉瓦乔 Portrait of Fra Antonio Martelli. 118 × 95 cm.
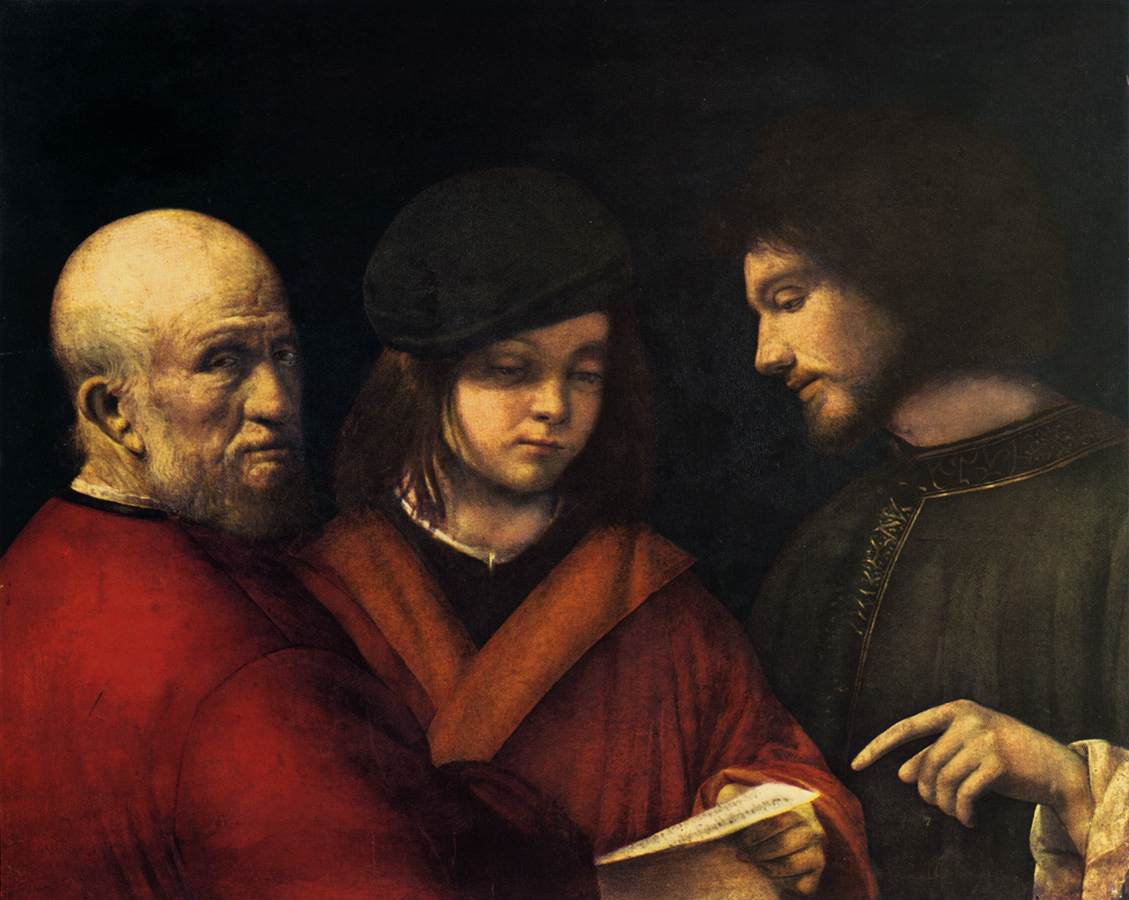
Giorgione The Three Ages of Man. 62 × 77 cm.
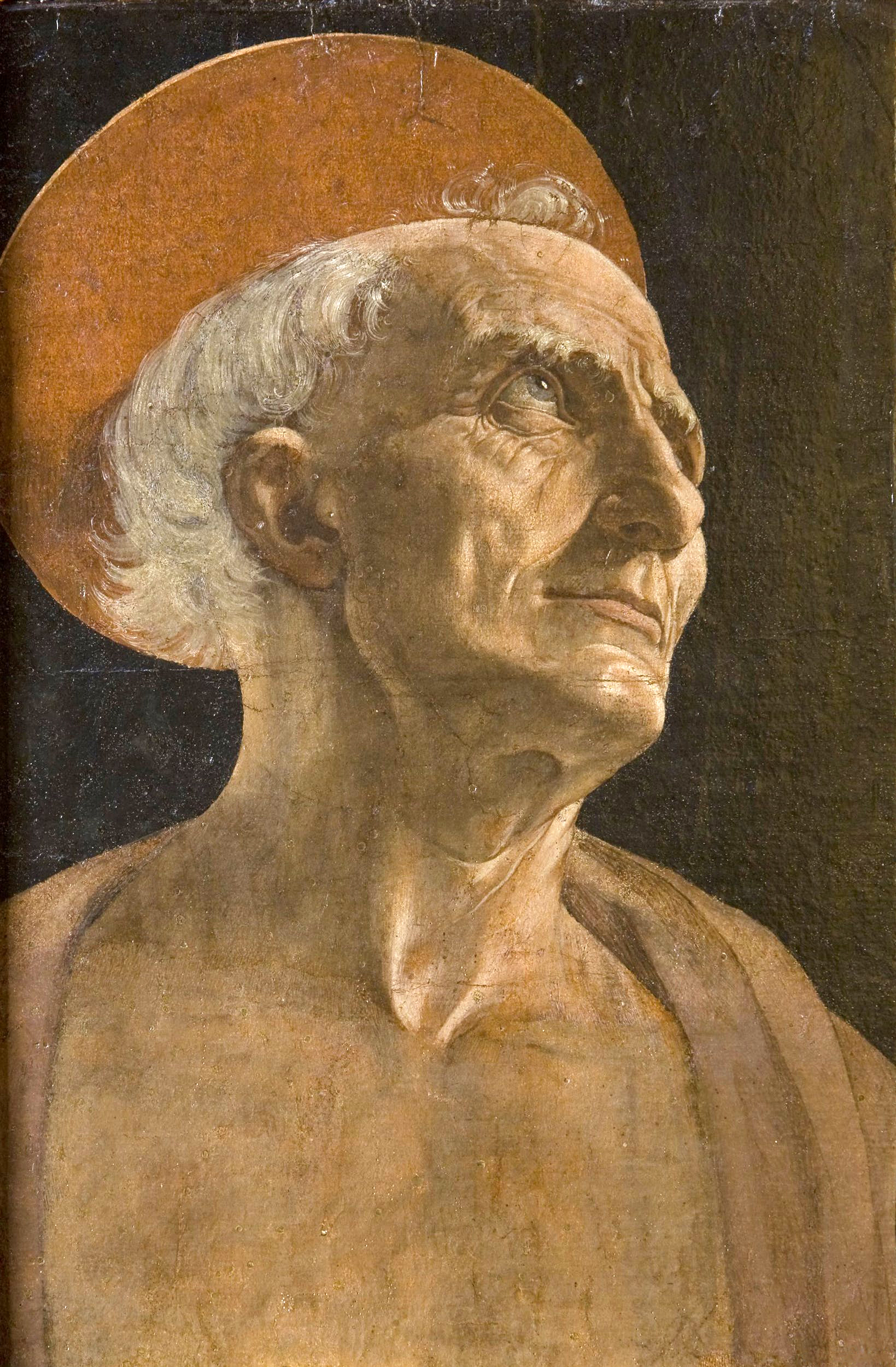
Verrocchio St. Jerome. 41 × 27 cm.
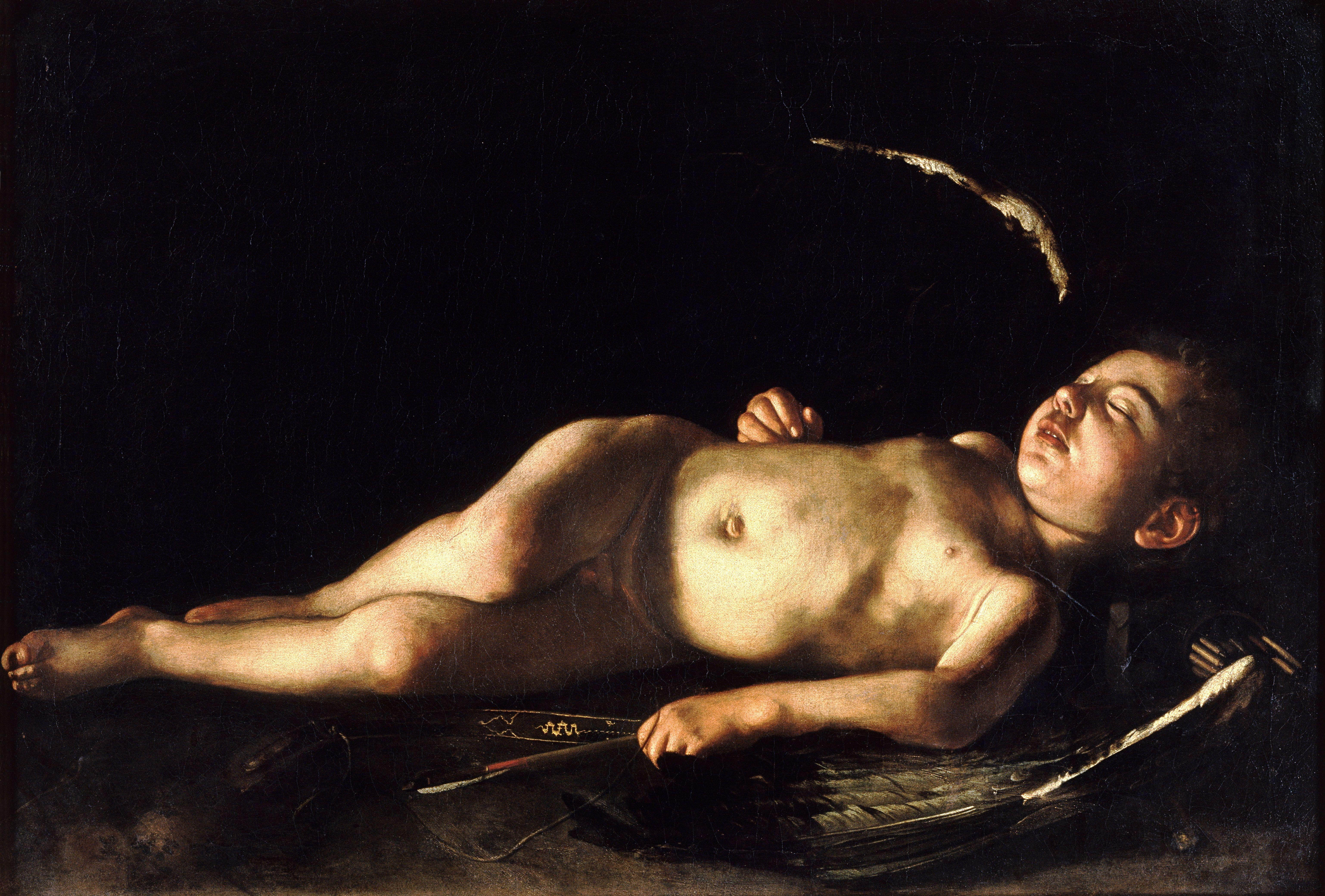
卡拉瓦乔 Sleeping Cupid. 72 × 105 cm.
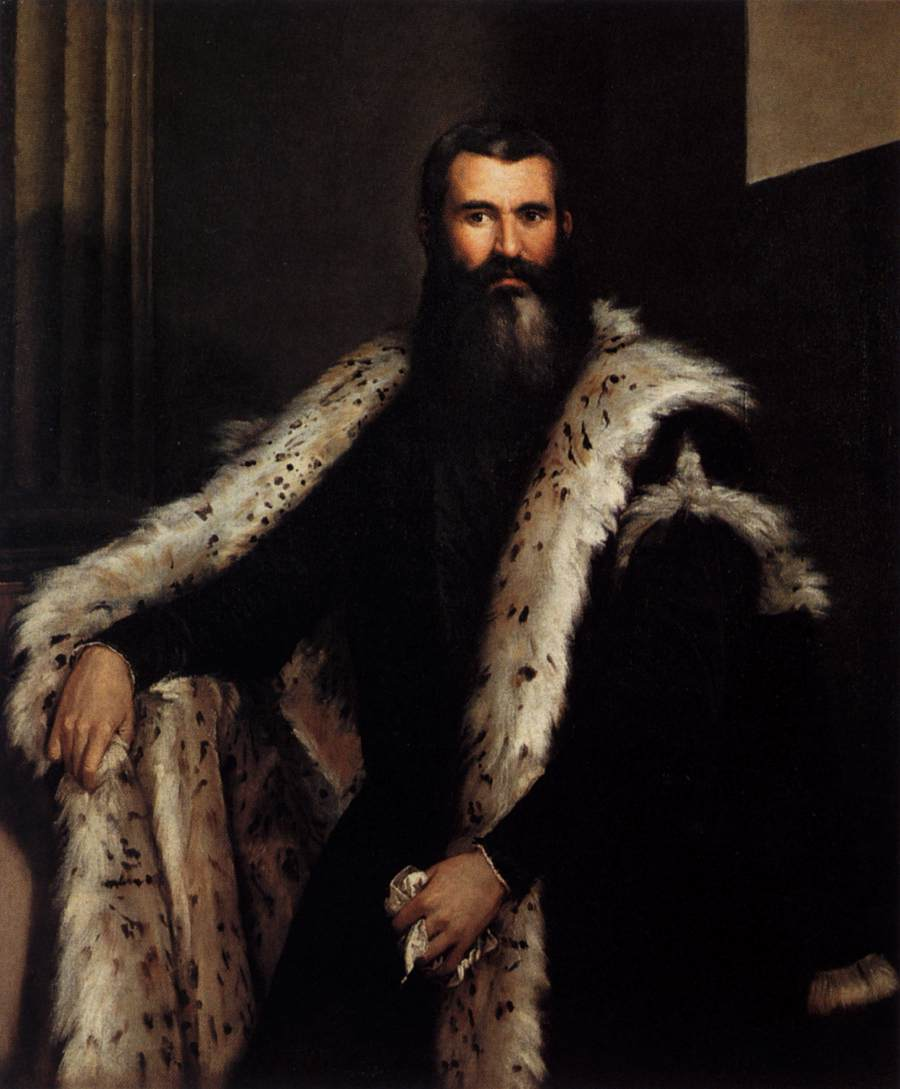
Paolo Veronese Portrait of a Gentleman in a Fur. 140 × 107 cm.
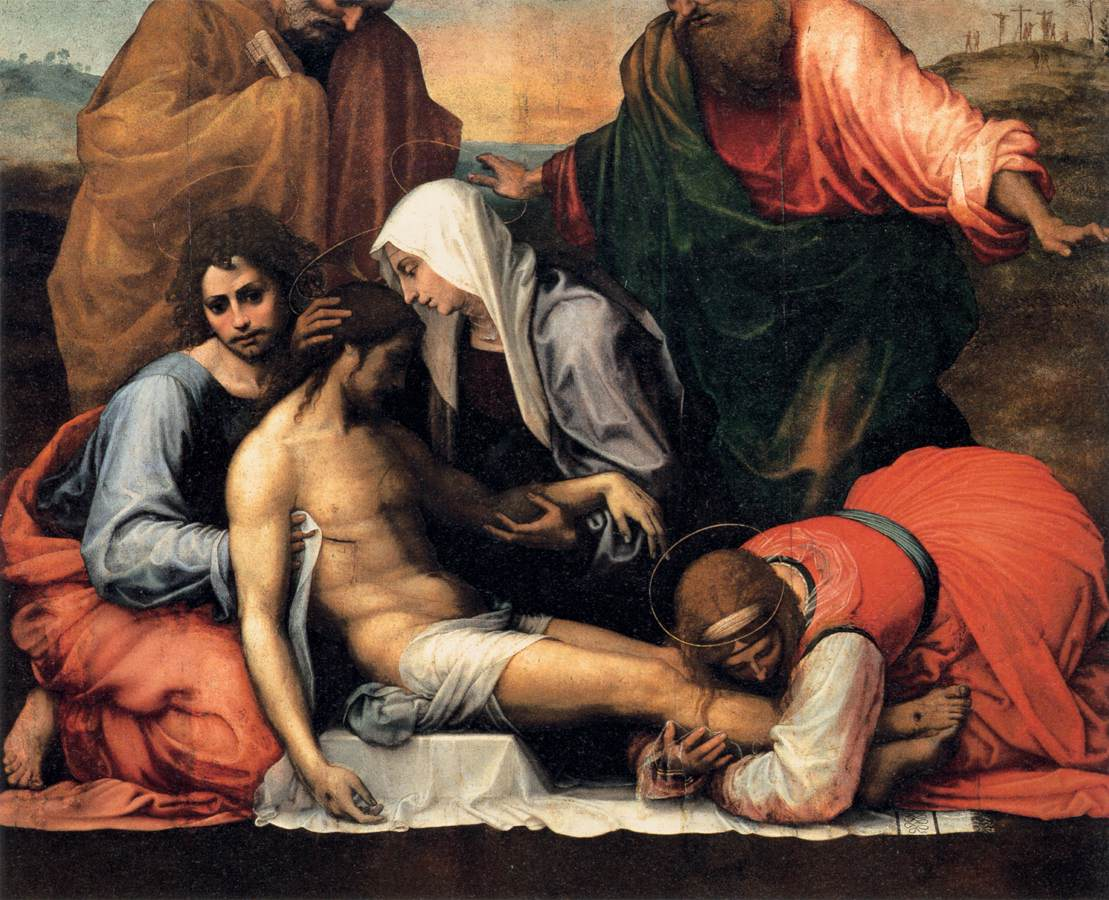
Fra Bartolomeo Lamentation. 158 × 199 cm.
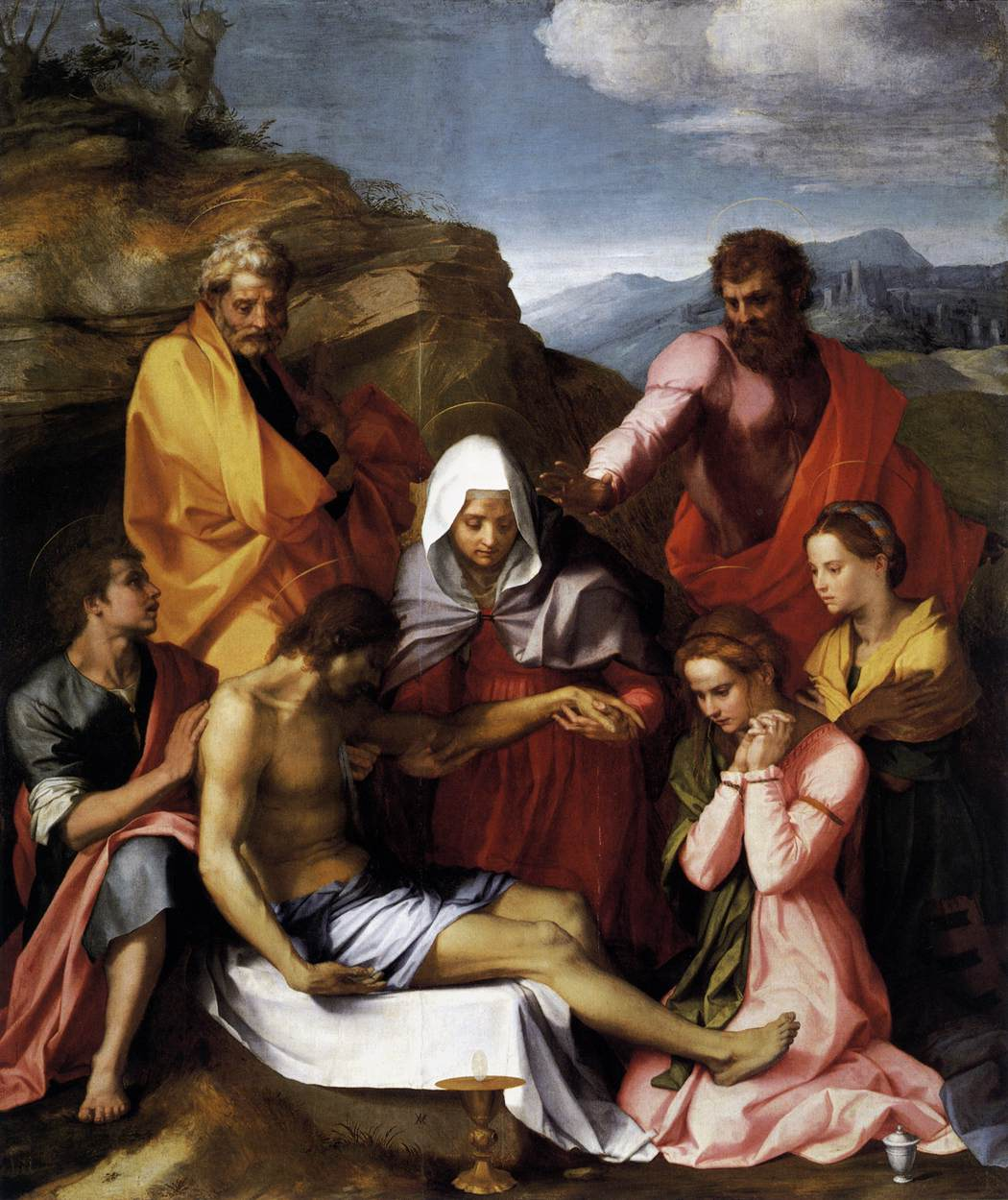
Andrea del Sarto Pietà with Saints. 239 × 199 cm.